# Timó (revista)
|  | Per a altres significats, vegeu «Timó (desambiguació)». |

Timó, «butlletí de Proa, Consell de Cultura i Relacions Valencianes», fou una revista cultural valenciana publicada mensualment des de juliol de 1935. Se n'interrompé la publicació el 1936 a causa de l'esclat de la guerra d'Espanya.
El butlletí publicava mensualment informació de temàtica patriòtica i cultural sobre el País Valencià, i especialment sobre estudis lingüístics i bibliografia d'obres literàrires i pedagògiques aparegudes en llengua catalana.
S'hi va començar a publicar una «Llista de noms de Municipis de llengua valenciana» elaborada per Nicolau Primitiu, Manuel Sanchis Guarner i Guillem Renat (Josep Giner i Marco), la primera proposta normativa i ortogràfica dels topònims dels municipis valencians.